# Humsjön (Mangskogs socken, Värmland)
Humsjön är en sjö i Arvika kommun och Sunne kommun i Värmland och ingår i Göta älvs huvudavrinningsområde. Sjön är 17 meter djup, har en yta på 0,652 kvadratkilometer och är belägen 269,1 meter över havet.

## Delavrinningsområde
Humsjön ingår i det delavrinningsområde (663640-133661) som SMHI kallar för Mynnar i Östra Flytjärn. Medelhöjden är 307 meter över havet och ytan är 18,9 kvadratkilometer. Det finns inga avrinningsområden uppströms utan avrinningsområdet är högsta punkten. Vattendraget som avvattnar avrinningsområdet har biflödesordning 6, vilket innebär att vattnet flödar genom totalt 6 vattendrag innan det når havet efter 327 kilometer. Avrinningsområdet består mestadels av skog (82 procent). Avrinningsområdet har 1,55 kvadratkilometer vattenytor vilket ger det en sjöprocent på 8,2 procent.